# باسلام
```
نهر باسلام
 أو نهر السلام  أو بحر باسلام المعروف أيضًا باسم  أعالي نهر عنقريب هو نهر ينبع من 
إثيوبيا
 ويصب في 
نهر عطبرة
 بشرق 
السودان
 ، وهو أحد روافد 
النيل
 الصغيرة. ويبدأ مساره من منطقة قرب  دقوة الواقعة  شمال مدينة 
غوندار
 في منطقة 
أمهرة
  باثيوبيا ويتجه غربًا ليدخل اراضي السودان ويصب في نهر عطبرة. وتقع منطقة أرماتشيو  الاثيوبيةالتاريخية على طول جزء من مساره.
[
1
]
```

وقد تم إنشاء سد عنقريب عام1997 على مسار النهر في اثيوبيا بهدف تقليل مشكلة إمدادات مياه الشرب في المدينة لمدة 25 عامًا. يعتبر خزان النهر وبئرين من المصادر الرئيسية للمياه في المدينة ويبلغ متوسط الطاقة الإنتاجية الإجمالية له 8،298 متر مكعب في اليوم الواحد.

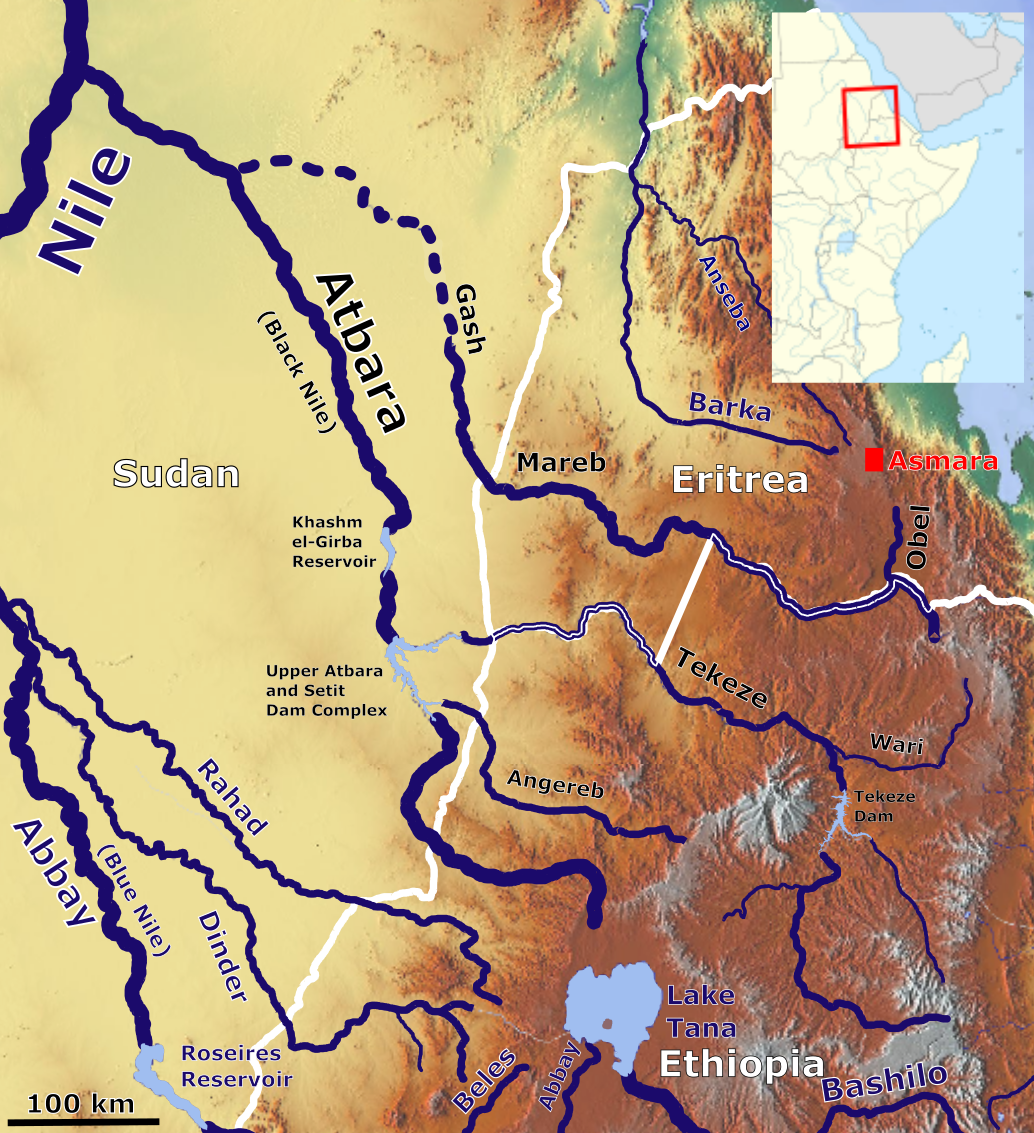
خارطة توضح نهر باسلام (عنقريب) ضمن حوض نهر عطبرة

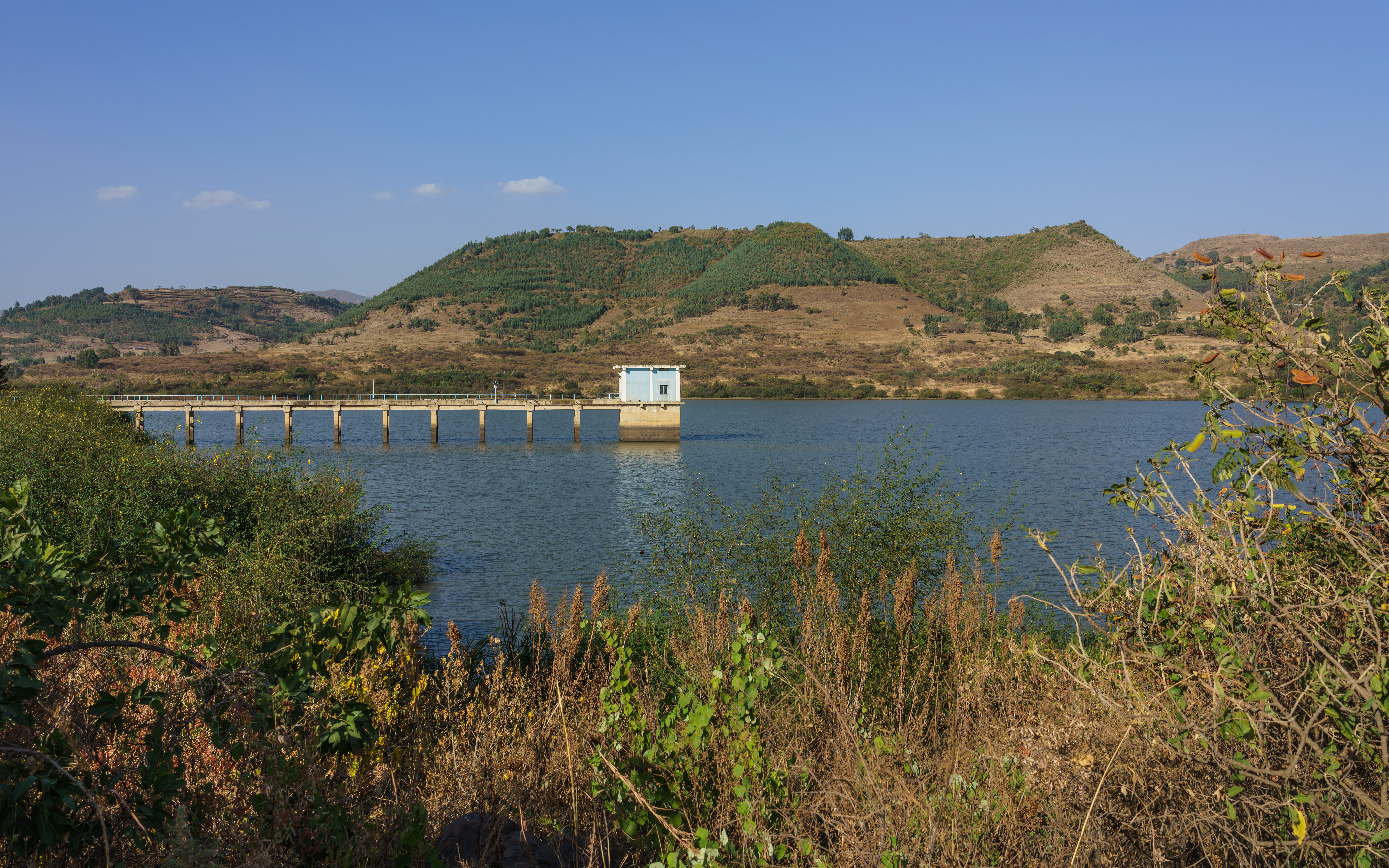
خزان نهر عنفريب قرب غوندار

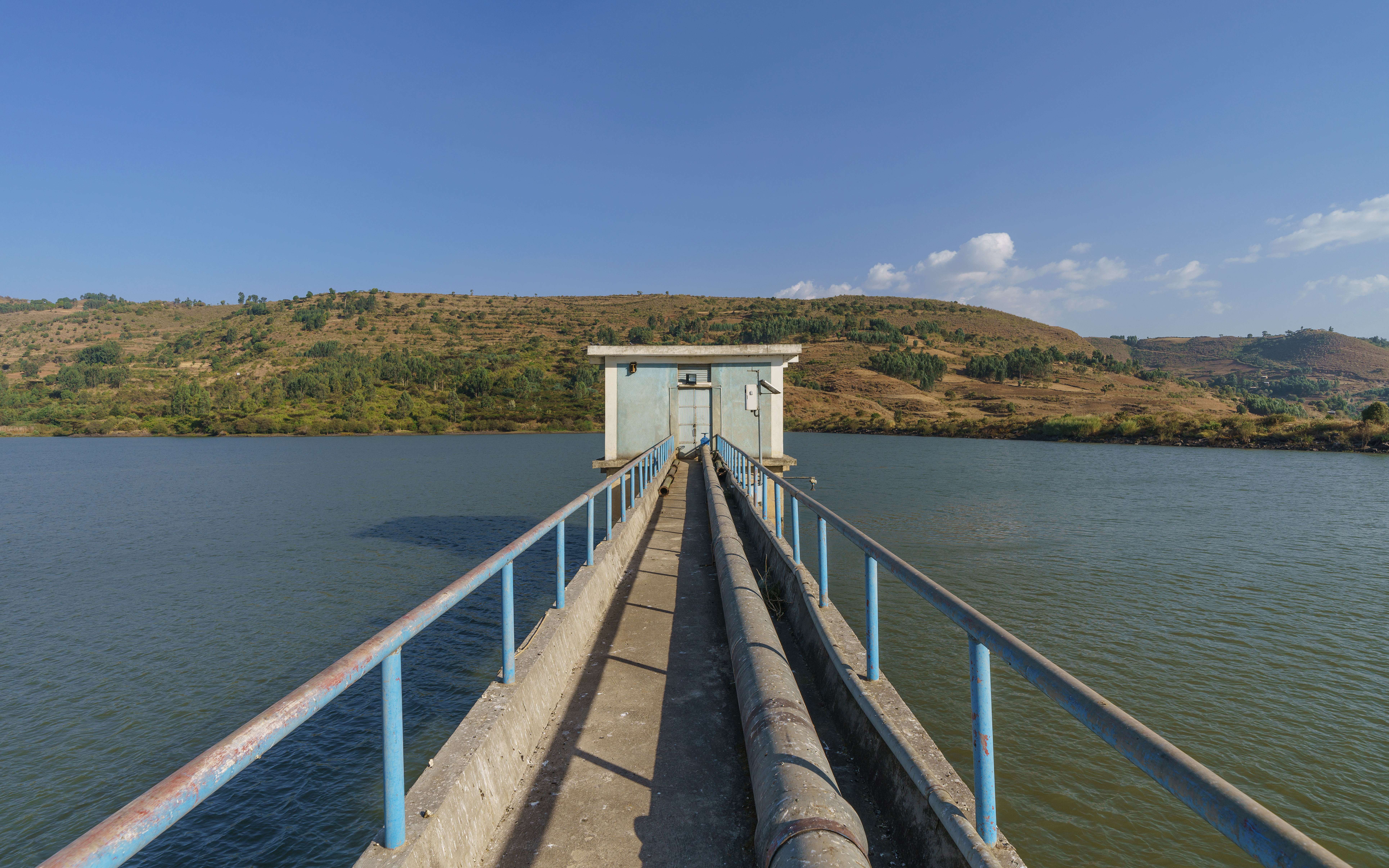
مضخة خزان عنقريب